# Odontopera epiphana
Odontopera epiphana är en fjärilsart som beskrevs av Eugen Wehrli 1940. Odontopera epiphana ingår i släktet Odontopera och familjen mätare. Inga underarter finns listade i Catalogue of Life.